# 超人スポーツ
超人スポーツ（ちょうじんスポーツ）とは、超人スポーツ協会が推奨する競技の名称である。

## 概要
主にテクノロジーで人間の運動機能を拡張させる、スポーツと拡張現実やドローン等といった最先端技術を組み合わせているところが特徴的である。

## 超人スポーツの一覧
この項目では超人スポーツ協会が認定している競技を紹介する。
- バブルジャンパー
- キャリオット
- HADO
- ホバークロス
- バルーンジャマ―
- トリトリ
- e-コンバット 交陣
- スケルトニクス
- サイバーボッチャ
- スピリットオーバーフロー
- サッセン
- 音戦宅球